# Ouvrage de Fressinéa
L'ouvrage de la Fressinéa, orthographié aussi Fraisinéa ou Frassinéa, est une fortification faisant partie de la ligne Maginot, situé sur la commune de Rimplas dans le département des Alpes-Maritimes.
Il s'agit d'un petit ouvrage d'infanterie, construit en complément du gros ouvrage de Rimplas afin d'interdire à d'éventuels troupes ou blindés italiens la route bordant la Tinée menant à Nice.

## Description
Le petit ouvrage de la Fressinéa est situé sur la rive gauche de la Tinée en bordure de la D 2205 (l'ancienne N 205 Nice-Barcelonnette) à environ 3,2 km au sud de Saint-Sauveur-sur-Tinée, en bas du gros ouvrage de Rimplas.

### Mission
Le petit ouvrage avait pour mission de couvrir la route venant de Saint-Sauveur-sur-Tinée. Il était protégé par la casemate MOM de l'Abéliera située un kilomètre plus bas, toujours en bordure de route, et surtout par l'ouvrage de Rimplas.

### Souterrains
À l'intérieur de l'ouvrage, on trouve les installations nécessaires à la vie d’une trentaine d’hommes : des chambres, une cuisine, des réserves d’eau et de nourriture, une cuisine, des lavabos, des latrines et tous les équipements de ventilation. L'électricité était produite par deux groupes électrogènes, composés chacun d'un moteur Diesel SMIM 2 SR 14 (deux cylindres, fournissant 24 ch à 750 tr/min) couplé à un alternateur, complétés par un petit groupe auxiliaire (un moteur CLM 1 PJ 65, de 8 ch à 1 000 tr/min) servant à l'éclairage d'urgence de l'usine et au démarrage pneumatique des gros diesels. Le refroidissement des moteurs se fait par circulation d'eau.

### Blocs
Le petit ouvrage est constitué de trois blocs :
- B1 : entrée avec un créneau pour fusil mitrailleur ;
- B2 : une cloche pour guetteur et fusil-mitrailleur (GFM) ;
- B3 : un créneau pour un jumelage de mitrailleuses Reibel (JM, le remplacement par une arme mixte était prévu) et un deuxième créneau pouvant accueillir un autre jumelage de mitrailleuses ou un canon antichar (canon de 47 mm AC modèle 1934). Entre les deux créneaux, il était prévu d’installer un projecteur mais le créneau a été muré et le projecteur n'a certainement jamais été mis en place.

À l’origine, les créneaux du bloc 3 étaient protégés par une grille mais, pour des raisons de sécurité, elle a été retirée par la Direction départementale de l'équipement qui a également comblé le fossé diamant.

### Armement
Les mitrailleuses et fusils mitrailleurs de l'ouvrage étaient chacun protégé par une trémie blindée et étanche (pour la protection contre les gaz de combat). Ils tirent la même cartouche de 7,5 mm à balle lourde (modèle 1933 D de 12,35 g au lieu de 9 g pour la modèle 1929 C).
Les mitrailleuses étaient des MAC modèle 1931 F, montées en jumelage (JM) pour pouvoir tirer alternativement, permettant le refroidissement des tubes. La portée maximale avec cette balle (Vo = 694 m/s) est théoriquement de 4 900 mètres (sous un angle de 45°, mais la trémie limite le pointage en élévation à 15° en casemate et à 17° dans une cloche GFM), la hausse est graduée jusqu'à 2 400 mètres et la portée utile est plutôt de 1 200 mètres. Les chargeurs circulaires pour cette mitrailleuse sont de 150 cartouches chacun, avec un stock de 50 000 cartouches pour chaque jumelage. La cadence de tir théorique est de 750 coups par minute, mais elle est limitée à 450 (tir de barrage, avec trois chargeurs en une minute), 150 (tir de neutralisation et d'interdiction, un chargeur par minute) ou 50 coups par minute (tir de harcèlement, le tiers d'un chargeur). Le refroidissement des tubes est accéléré par un pulvérisateur à eau ou par immersion dans un bac.
Les fusils mitrailleurs (FM) étaient des MAC modèle 1924/1929 D, dont la portée maximale est de 3 000 mètres, avec une portée pratique de l'ordre de 600 mètres. L'alimentation du FM se fait par chargeurs droits de 25 cartouches, avec un stock de 14 000 par cloche GFM, 7 000 par FM de casemate et 1 000 pour un FM de porte ou de défense intérieure. La cadence de tir maximale est de 500 coups par minute, mais elle est normalement de 200 à 140 coups par minute,.

## Histoire

### Construction
Le petit ouvrage a été construit de 1935 à 1939. Il a coûté 1,7 million de francs (valeur de décembre 1936).

### Les combats
Le petit ouvrage de la Fressinéa n’a pas été touché par les grands combats de juin 1940. On observe cependant un tir d'obus sur la zone du poste radio, provoqué par un avion. Après l’armistice, les Italiens ont conservé les clefs de l’ouvrage mais ne l’ont pas occupé.

### État actuel
Le petit ouvrage de la Fressinéa a été entretenu par le ministère de la Défense jusqu'en 1970, puis vendu à la commune de Rimplas. Depuis 1995, il est parfaitement entretenu par une association, « Les amis de l’ouvrage Maginot de la Frassinéa », et peut être visité à certaines périodes de l'année, principalement en période d'été les samedis après-midi.

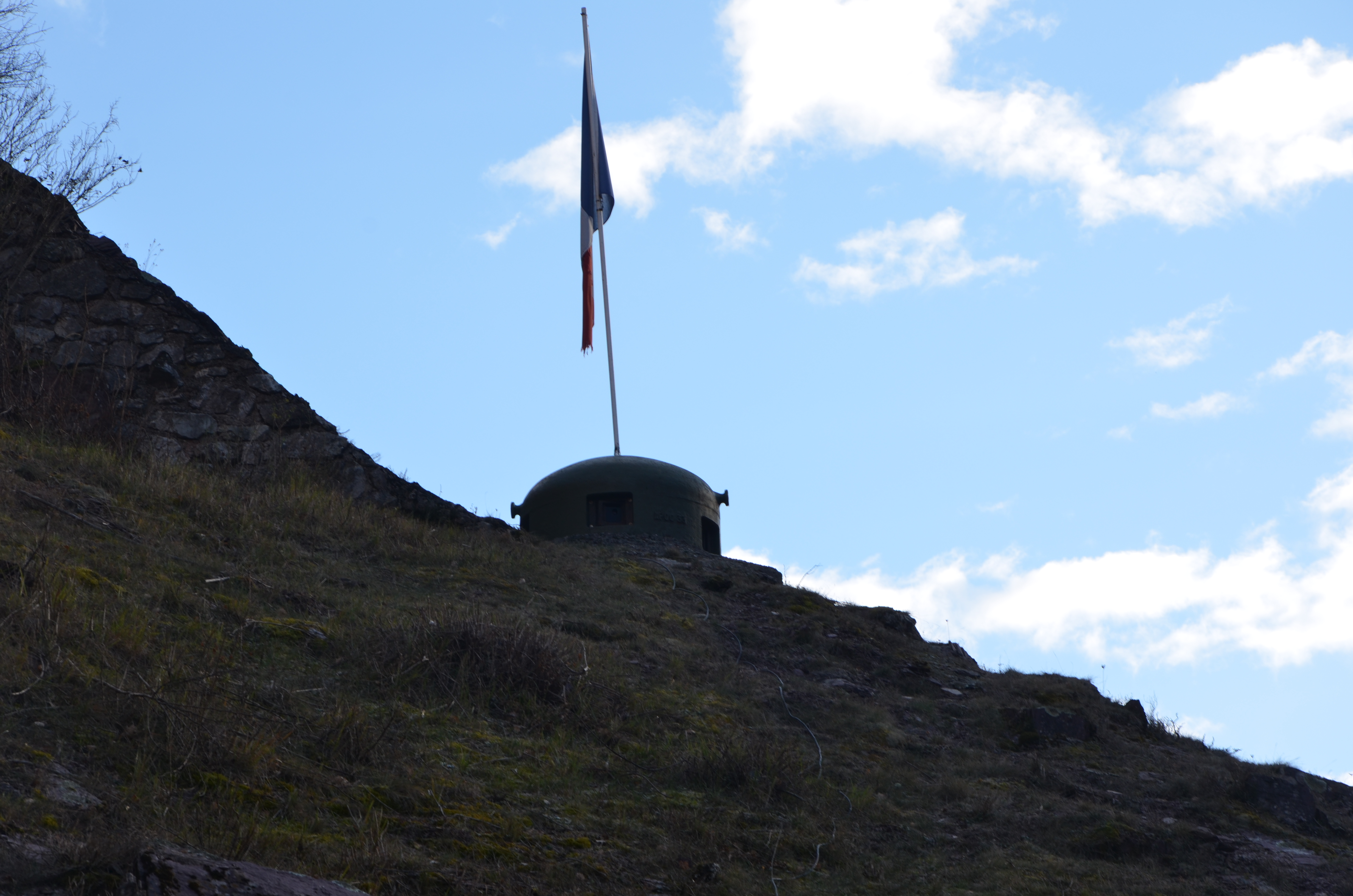
La cloche GFM du bloc 2.
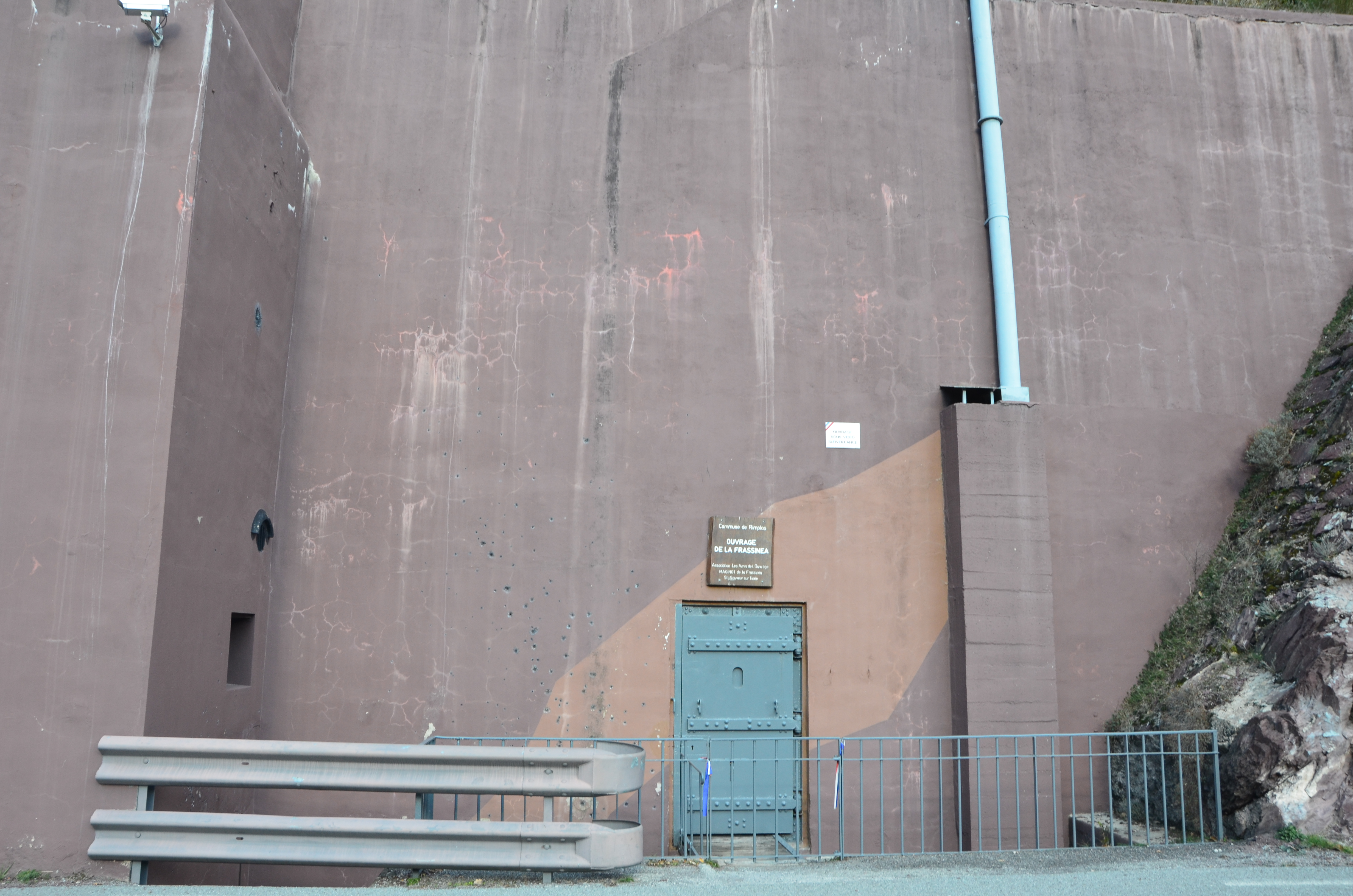
Le bloc d'entrée et le créneau pour fusil mitrailleur (à gauche).